# Lupp
En lupp är en mindre variant av ett förstoringsglas. Brännvidden är kortare och vinkelförstoringen är högre.

Principen för förstoring med en konvex lins: a) ett litet föremål befinner sig i ögats närpunkt och upptar en maximal vinkel α; b) föremålet befinner sig något närmare linsen än dess fokalpunkt F; efter linsen är strålarna mindre starkt divergerande och verkar kommar från ett föremål y' på ett avstånd bortom närpunkten, så att ögat kan få en fokuserad bild; vinkeln α' som föremålet upptar är nu mycket större.

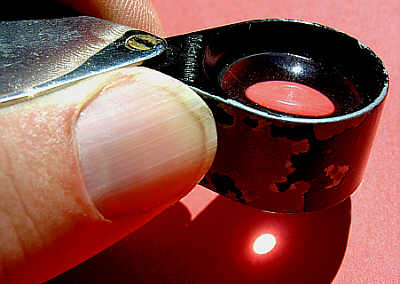

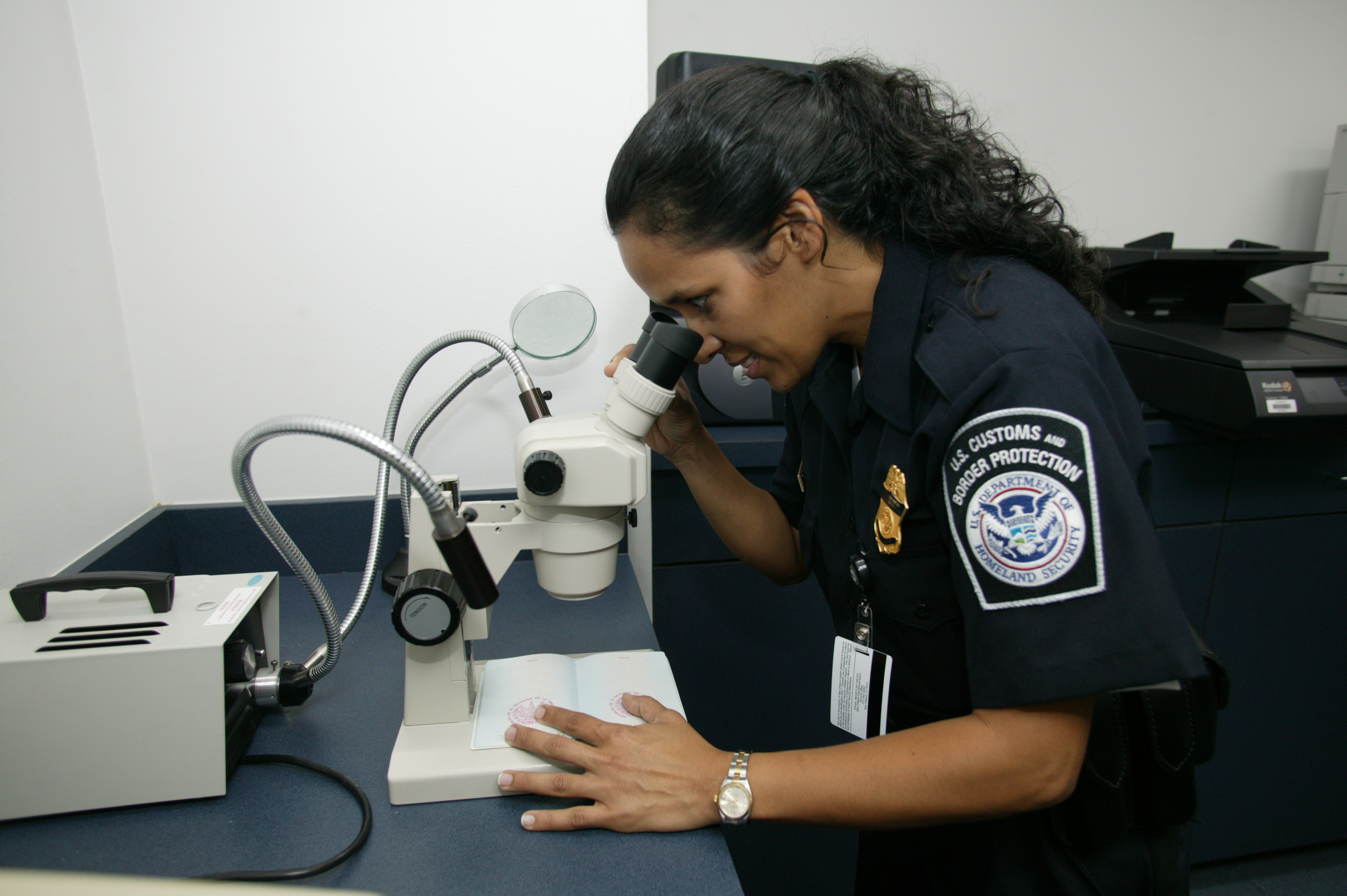
En binokulär lupp används för att kontrollera äktheten hos ett resedokument.

Vinkelförstoringen är ungefär lika med förhållandet mellan ögats närgräns (standardvärde 25 cm) och linsens brännvidd. För ett förstoringsglas med en enkel lins brukar förstoringen ligga mellan tre och fem. Starkare linser har störande kromatisk aberration. Därför har en lupp med stor förstoring ofta två eller tre linser.
Kraftiga luppar kommer till användning för att bedöma ädelstenar, samt i fält av exempelvis biologer och geologer. Urmakare och tandläkare använder luppar utformade som glasögon. En speciell stenhålslupp med 10 – 20 × förstoring kniper urmakare fast framför ögat på samma sätt som en monokel.
Luppar med stark förstoring monteras ofta fast för att ge bild utan skakningar. Sådana luppar, ofta binokulära (så kallade "stereoluppar"), används inom exempelvis biologi och mineralogi.